# 西國記法

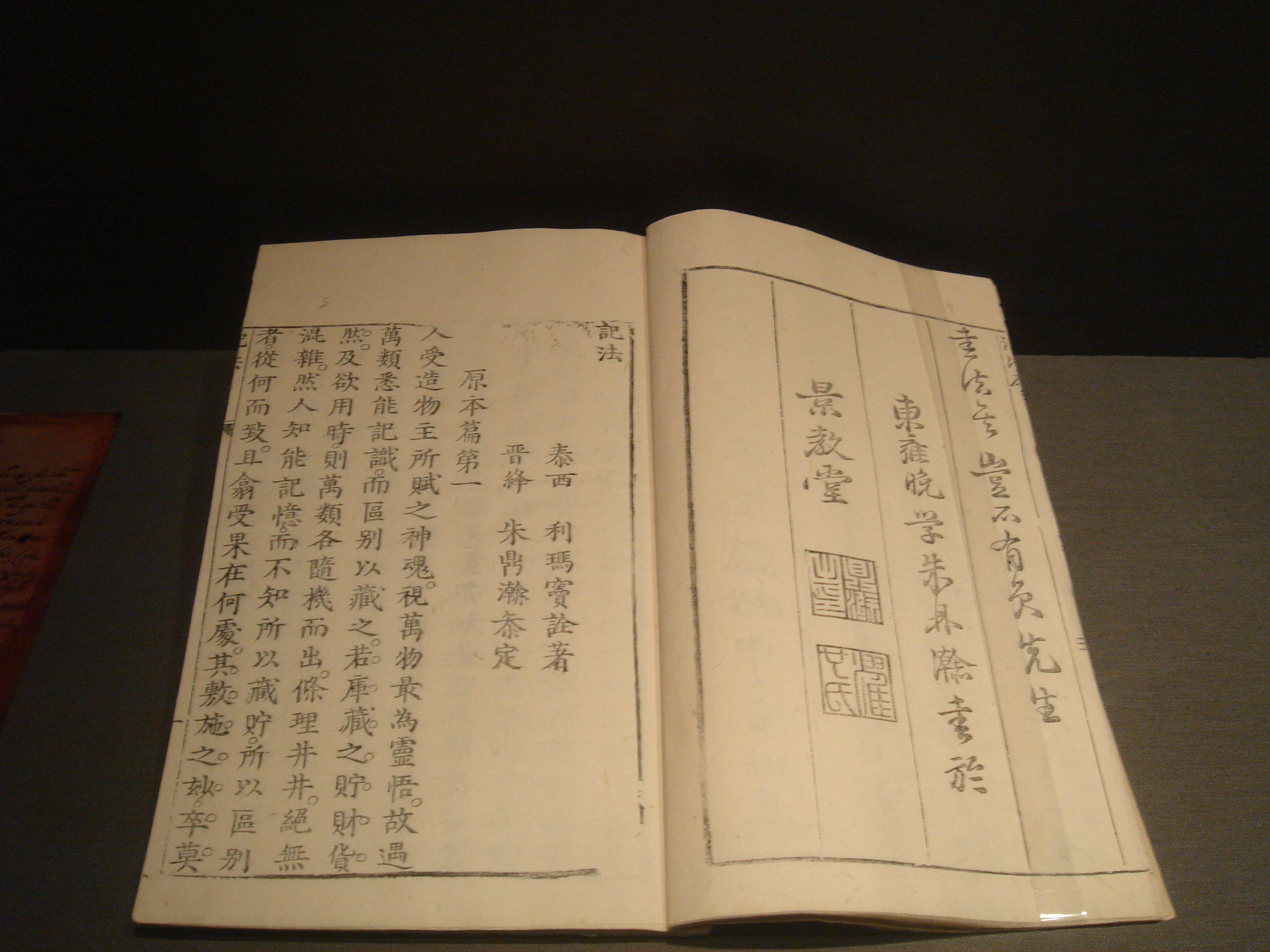
《西國記法》，藏于罗马中央国立图书馆

《西國記法》是明朝意大利傳教士利瑪竇所著，萬曆二十三年（1595年）成書於南昌，是中國的第一本記憶術書籍。

## 簡介
利瑪竇有超常記憶力，不但學好了中文，還熟記中國的四書五經等經書典籍，更能夠迅速記憶文章，甚至橫向、豎向和倒過來背誦。不少士大夫嘖嘖稱奇，紛紛向他請教記憶方法，於是他寫了此書，向他們介紹記憶法。書中提出大腦有記憶功能，並且詳細講解把需記憶的事物，化為實在的物件，放置在想像的處所中。利瑪竇在書中也就中文字的特點，設計出多種把中文字轉為圖像的方法。
全書分六篇：原本篇第一、明用篇第二、設位篇第三、立象篇第四、定識篇第五、廣資篇第六。
此書於中國早已失佚，現僅存一孤本，是耶穌會高一志和畢方濟共訂，朱鼎澣參訂版，藏於法國國家圖書館中。《利瑪竇中文著譯集》一書載有全文。